# Komuna e Ujmishtit
Komuna e Ujmishtit är en kommun i Albanien.   Den ligger i prefekturen Qarku i Kukësit, i den norra delen av landet, 80 km nordost om huvudstaden Tirana.
Trakten runt Komuna e Ujmishtit består till största delen av jordbruksmark.  Runt Komuna e Ujmishtit är det ganska tätbefolkat, med 67 invånare per kvadratkilometer.